# Bara landsfiskalsdistrikt
Bara landsfiskalsdistrikt var 1918–1964 ett landsfiskalsdistrikt i Malmöhus län, bildat som Klågerups landsfiskalsdistrikt när Sveriges indelning i landsfiskalsdistrikt trädde i kraft den 1 januari 1918, enligt beslut den 7 september 1917. När Sveriges nya indelning i landsfiskalsdistrikt trädde i kraft den 1 januari 1952 (enligt kungörelsen 1 juni 1951) ändrades distriktets namn till Bara landsfiskalsdistrikt. Den 1 januari 1965 avskaffades i Sverige samtliga landsfiskaler och landsfiskalsdistrikt, och deras arbetsuppgifter delades upp på de nyskapade indelningarna polisdistrikt, åklagardistrikt och kronofogdedistrikt.
Landsfiskalsdistriktet låg under länsstyrelsen i Malmöhus län.

## Ingående områden
Den 1 januari 1952 (enligt kungörelsen 1 juni 1951) ändrades distriktets indelning dels genom kommunreformen 1952, dels genom överförande av områden till och från närliggande distrikt.

### Från 1918
Bara härad:
- Bara landskommun
- Bjärshögs landskommun
- Brågarps landskommun
- Esarps landskommun
- Genarps landskommun
- Hyby landskommun
- Kyrkheddinge landskommun
- Lyngby landskommun
- Mölleberga landskommun
- Nevishögs landskommun
- Skabersjö landskommun

### Från 1 januari 1952
- Bara landskommun
- Burlövs landskommun
- Staffanstorps landskommun